# Ernesto Roma

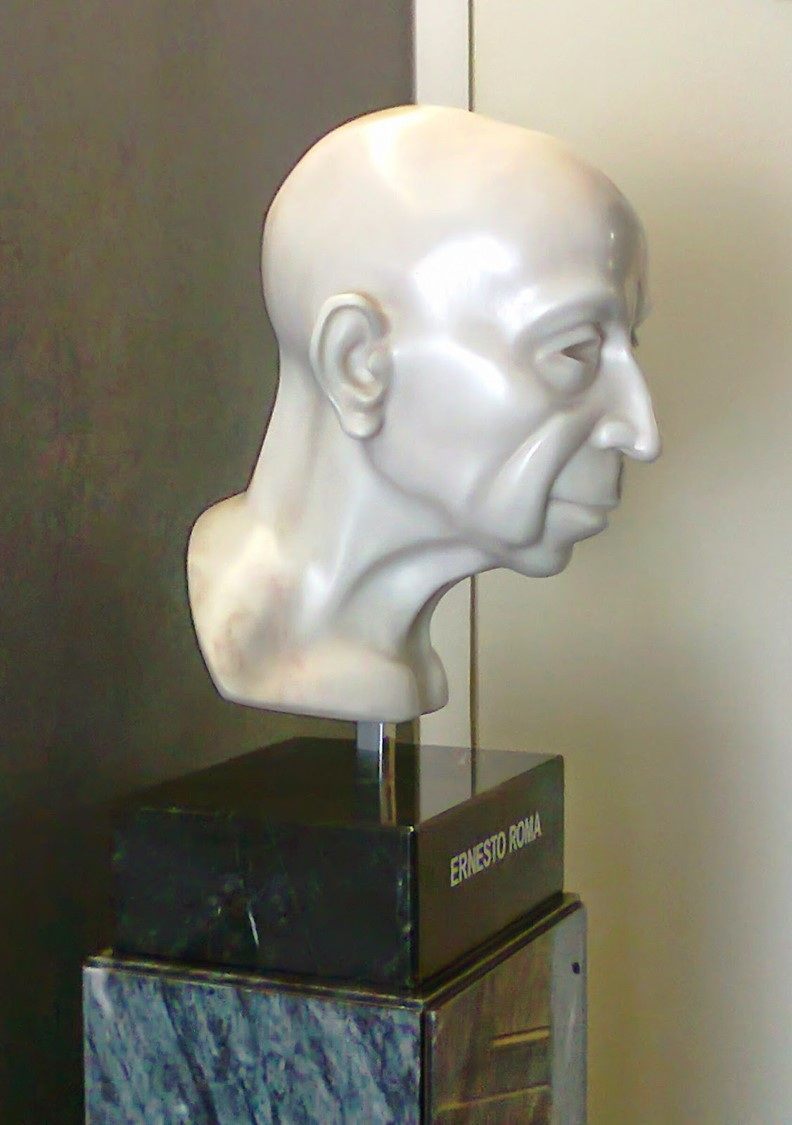
Ernesto Roma - busto de Dorita de Castel-Branco, na entrada da APDP

Ernesto Galeão Roma (Viana do Castelo, 1 de junho de 1887 — Lisboa, 9 de julho de 1978) foi um médico diabetologista português.
Frequentou o Colégio Militar entre 1897 e 1905.
O seu avô materno, Policarpo Esteves Galeão, foi um médico bastante considerado na cidade de Viana do Castelo, morto em 1905 no exercício da sua profissão durante uma epidemia de tifo exantemático.
Fez os preparatórios para medicina na Faculdade de Ciências de Lisboa e em 1913 concluiu o curso da Escola Médica com 19 valores, sendo a dissertação final, com o título A Microcefalia, arguida por Júlio de Matos, mas publicada apenas em 1976 nos 50 anos da Associação Protetora dos Diabéticos de Portugal (APDP). Miguel Bombarda, assassinado em 1910 nas vésperas da implantação da República e diretor do Hospital de Rilhafoles, publicara em 1894 Contribuição para o Estudo dos Microcéfalos e tinha posto à sua disposição a coleção de espécimes cadavéricos e esqueléticos, desenhos e fotografias de microcéfalos para a continuação do estudo.
Em 1909 pertence à Direção do Centro Democrático Académico de Lisboa com sede na rua dos Remolares, 30, 1º.
Integrou como alferes médico o Corpo Expedicionário Português na I Guerra Mundial.
Foi assistente e chefe de clínica na Faculdade de Medicina de Lisboa, onde foi discípulo de Carlos Belo de Morais, diretor da Faculdade e depois colega de consultório, ainda em conjunto com José Alberto de Faria, seu condiscípulo no Colégio Militar e que sucedera a Ricardo Jorge no cargo de Diretor Geral de Saúde Pública.
Partiu para Boston em 1922 para estagiar no Massachusets General Hospital com Richard  Clarke Cabot e teve ocasião de testemunhar a revolução operada no combate à diabetes pela insulina, descoberta um ano antes em Toronto, particularmente na célebre clínica de Elliot Joslin. 
De regresso introduziu em Portugal o tratamento da diabetes com insulina e tornou-se reconhecido e consagrado como diabetologista. Notabilizou-se porém também pela atenção que deu à educação do diabético, sendo famosas as aulas que dava "de giz e ponteiro" na sala de espera da APDP a uma população de doentes na generalidade com pouca instrução formal, à alimentação, tendo publicado, em 1937, A Alimentação na Educação Física e no Desporto, conjunto de lições na Escola de Educação Física do Exército, e à importância dos cuidados de enfermagem e à vigilância e tratamento dos pés. Terá tido influência nas Lições Sobre a Diabetes publicadas em 1934 por Pulido Valente, sendo-lhe habitualmente atribuída a frase "a função do médico é menos tratar o doente do que ensiná-lo a tratar-se ele próprio".
Fundou em 1926 a Associação Protetora dos Diabéticos Pobres, depois Associação Protetora dos Diabéticos de Portugal (APDP), reconhecidamente a mais antiga de todas as associações de diabéticos do mundo.
Foi cofundador em 1933, com o autor de Culinária Portuguesa, António Maria de Oliveira Bello (Olleboma), e Albino Forjaz de Sampaio, da Sociedade Portuguesa de Gastronomia. 
Integrou em 1944-45, com Francisco Gentil, Fernando da Fonseca, Maia Loureiro e Xavier Júnior, a Junta Consultiva para Distribuição da Penicilina em Portugal, que chegava a Portugal através da Embaixada dos Estados Unidos e era distribuída pela Cruz Vermelha Portuguesa. 
Nos anos 40-50 foi professor no Instituto de Serviço Social de Lisboa (actualmente integrado na Universidade Lusíada), certamente guiado pela experiência tida em Boston com Richard Cabot, o pai do Medical Social Work.
A 8 de agosto de 1973, foi agraciado com o grau de Grande-Oficial da Ordem de Benemerência.
O seu nome perdura na toponímia portuguesa, em nomes de arruamentos particularmente nas cidades de Lisboa e Viana do Castelo. Em 1979 a Câmara Municipal de Lisboa homenageou-o dando o seu nome a uma praça à Calçada das Lajes. A Câmara Municipal de Viana do Castelo atribuiu em 1985 o seu nome a uma das ruas da cidade.